# Otrovanec
Otrovanec is een plaats in de gemeente Pitomača in de Kroatische provincie Virovitica-Podravina. De plaats telt 648 inwoners (2001).